# Lobaederus
Lobaederus là một chi bọ cánh cứng trong họ 
Elateridae.
Chi này được miêu tả khoa học năm 1831 bởi Guérin-Méneville.

## Các loài
Các loài trong chi này gồm:
- Lobaederus appendiculatus Perty, 1830
- Lobaederus fleutiauxi (Lesne, 1940)
- Lobaederus luederwaldti Carmago-Andrade, 1935
- Lobaederus monilicornis Guérin-Méneville, 1831